# The Waterfront
The Waterfront är en amerikansk kriminaldramaserie som hade premiär den 19 juni 2025 på Netflix. Serien består av åtta avsnitt.

## Handling
Serien handlar om syskonen Buckley som när deras anrika fiskeimperium i North Carolina förfaller måste kämpa för att återuppliva det hotade maritima arvet.

## Rollista

### Huvudensemble
- Holt McCallany – Harlan Buckley
- Melissa Benoist – Bree Buckley
- Jake Weary – Cane Buckley
- Rafael L. Silva – Shawn West
- Humberly González – Jenna Tate
- Danielle Campbell – Peyton Buckley
- Brady Hepner – Diller Hopkins
- Maria Bello – Belle Buckley

### Återkommande ensemble
- Gerardo Celasco – Marcus Sanchez
- Michael Gaston – Clyde Porter
- Joshua Mikel – Rodney Hopkins
- Dave Annable – Wes Benson
- Andrew Call – Sawyer
- Topher Grace – Grady